# Diego de Estella
Diego Ballestero de San Cristóbal y Cruzat (Estella, Navarra, 13 de abril de 1524-Salamanca, 1578), también conocido como Fray Diego de Estella o Didacus Stellae, fue un religioso franciscano, teólogo, humanista y escritor ascético español.

## Biografía
Sus padres eran Diego de San Cristóbal Ballesteros y Eguía y María Cruzat y Jaso, sobrina de San Francisco Javier. Pasó su infancia en Estella y es probable que cursara sus primeros estudios en la Escuela Municipal de Gramática de su ciudad natal. Estudió en Toulouse y después Teología en la Universidad de Salamanca donde coincidió con fray Luis de León y Francisco de Vitoria, llegando a dominar el griego y el hebreo. 
El 7 de julio de 1541, sin previo conocimiento de su padre, ingresó a los 17 años en la orden franciscana en el convento de su Orden en Salamanca. Terminado el noviciado en 1543, hizo la profesión religiosa en el mismo convento. Por el testamento de sus padres, del 15 de junio de 1550, recibió 30 ducados de oro viejo. A principios de 1552 fue a Portugal en la comitiva de la infanta doña Juana, como predicador, y regresó a España dos años después. 
Felipe II le nombró su consultor, predicador y teólogo. Fue gran amigo y consejero del célebre Ruy Gómez de Silva, príncipe de Éboli, y residió mucho tiempo en Portugal. Al regresar a España se le ordenó retirarse a Salamanca y permanecer confinado en Toro, parece que por sus diferencias en el seno de la orden con el padre Fresneda, obispo de Cuenca y confesor del rey; sin embargo, comprobada su inocencia, volvió a Salamanca en 1573, y entonces tuvo un tropiezo con la Inquisición por sus Enarrationes sobre el Evangelio de San Lucas (Salamanca 1574-75). Allí falleció poco después, en conflicto con autoridades franciscanas, la Inquisición y el propio Felipe II, por unas críticas vertidas sobre la construcción de El Escorial.

Como escritor ascético compuso obras muy influyentes, como el Tratado de la vanidad del mundo dividido en tres libros, traducido en diversas ocasiones en toda Europa, o las Cien meditaciones devotísimas del amor de Dios (Salamanca, 1576), cuya huella es muy perceptible en Fenelon y en el Tratado del Amor de Dios de San Francisco de Sales; fue una de las obras predilectas de Blas Pascal.
.

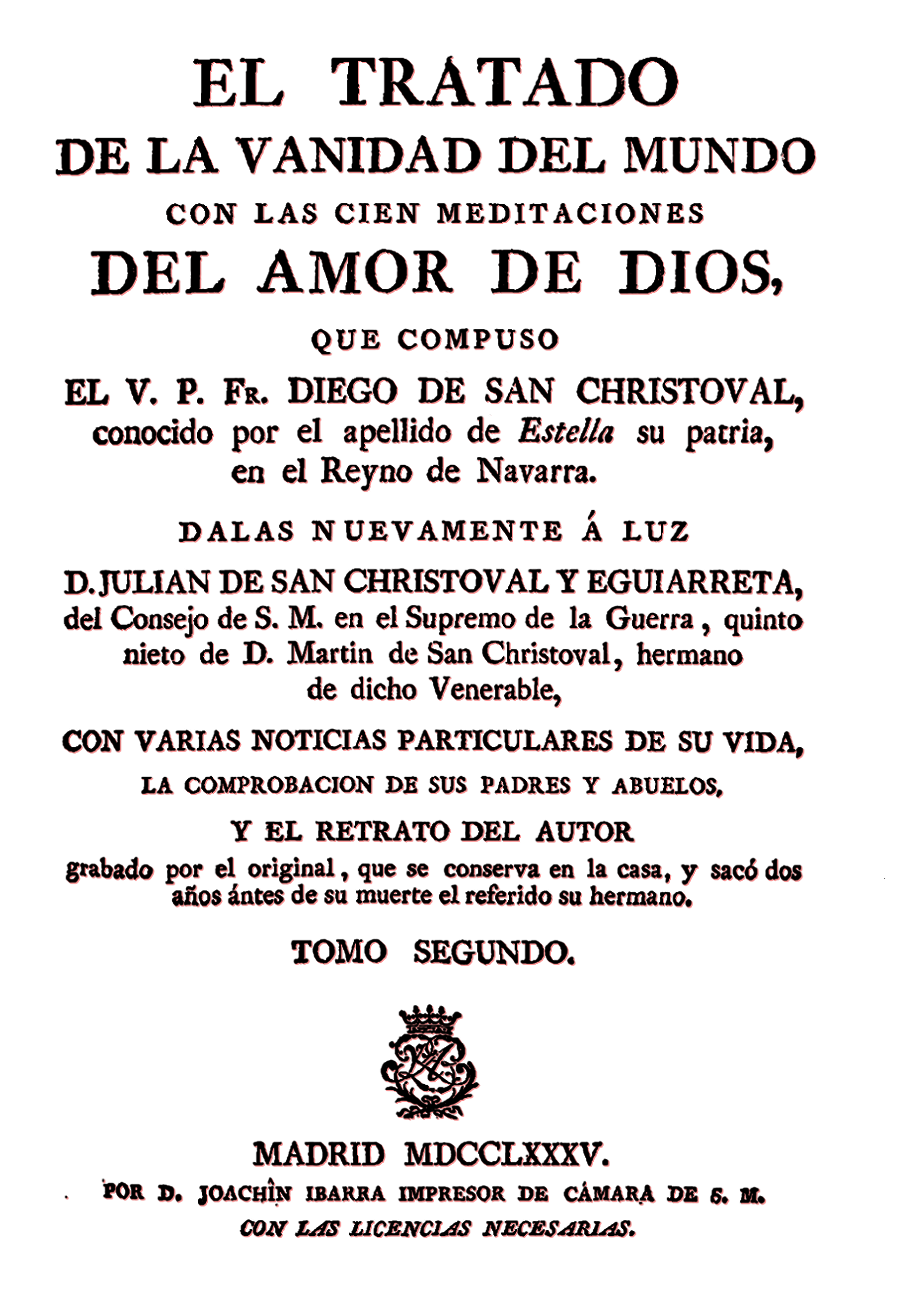

Su relevancia a nivel mundial desde el siglo XVI al XX se plasma en centenares de traducciones y reediciones de estas. Siendo un escritor muy apreciado por su retórica es traducido tanto en países católicos como, curiosamente, en otros protestantes-anglicanos, adaptándose los dogmas católicos. En la Inglaterra isabelina se  llegó a producir una pequeña guerra de ediciones católicas clandestinas y otras anglicanas adaptadas.

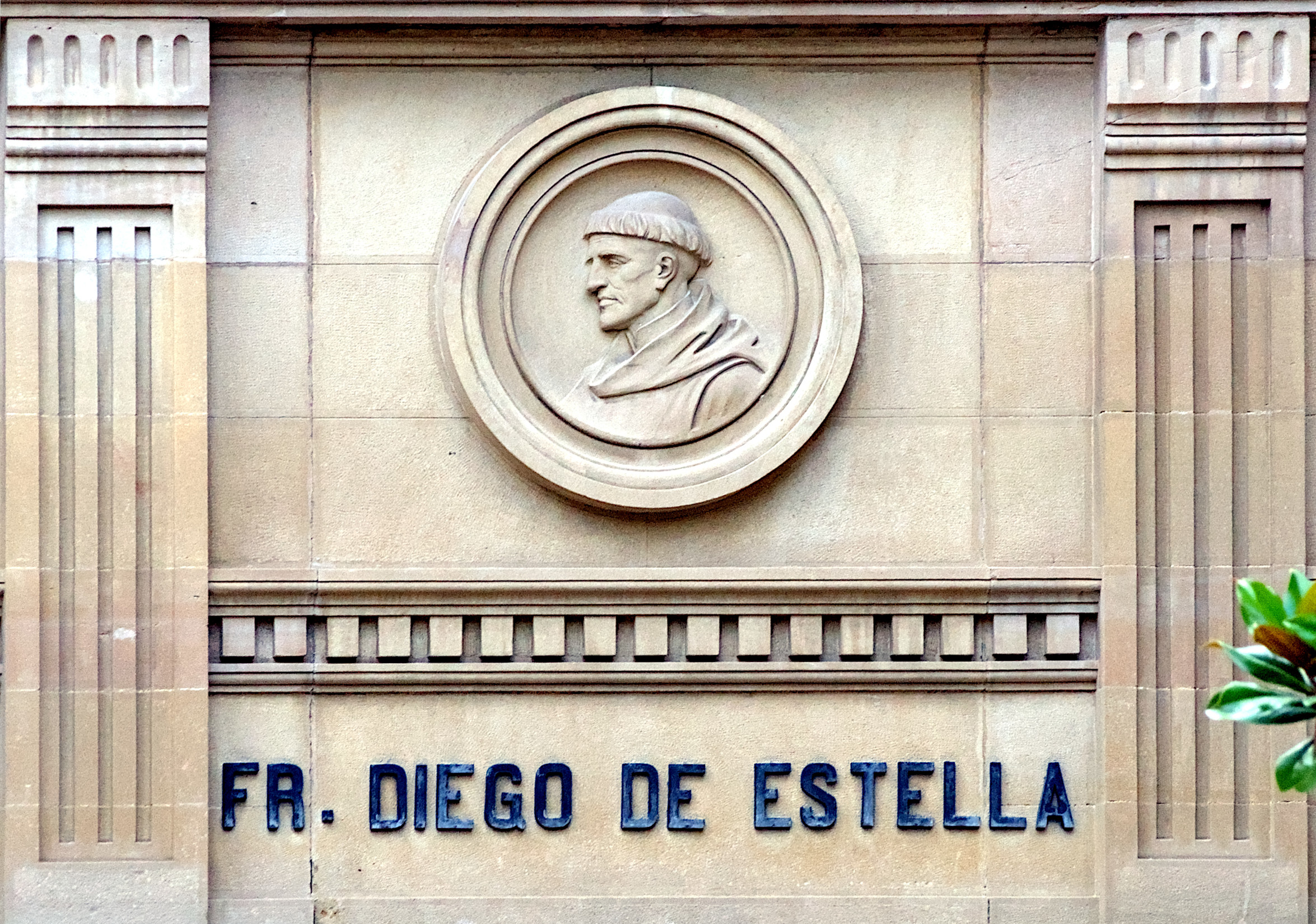
Retrato de Fr. Diego de Estella en la fachada sur del Palacio de Navarra (Pamplona) en el antiguo edificio del Archivo General de Navarra

## Libros
- Tratado de la vida, loores y excelencias del glorioso apóstol y bienaventurado evangelista san Juan (Lisboa 1554).
- Tratado de la vanidad del mundo dividido en tres libros (Toledo, 1562; segunda edición ampliada en Salamanca, 1574). Hay edición moderna: La Vanidad del mundo (Madrid: Diputación de Navarra, 1980)
- Cien meditaciones devotísimas del amor de Dios (Salamanca, 1576)
- Modus concionandi (Salamanca, 1576; 1570 y Madrid 1951), con unas Explanatio in Ps 136. Hay edición moderna, Modo de predicar y modus condicionandi (Madrid: Consejo Superior de Investigaciones Científicas, 1951, 2 vols.)